# Championnats d'Europe de gymnastique rythmique 2002
Navigation
Édition précédente Édition suivante
Les championnats d'Europe de gymnastique rythmique 2002, dix-huitième édition des championnats d'Europe de gymnastique rythmique, ont eu lieu du 8 au 10 novembre 2002 à Grenade, en Espagne.

## Médaillées
| Épreuve                      | Or                                                | Argent                                  | Bronze                                      |
| ---------------------------- | ------------------------------------------------- | --------------------------------------- | ------------------------------------------- |
| Seniors                      |                                                   |                                         |                                             |
| Concours général par équipes | Russie Alina Kabaeva Zarina Gizikova Vera Sessina | Ukraine Tamara Yerofeeva Anna Bessonova | Bulgarie Simona Peycheva Elizabeth Paysieva |
| Concours général individuel  | Alina Kabaeva (RUS)                               | Tamara Yerofeeva (UKR)                  | Anna Bessonova (UKR)                        |